# Bäcke socken
Bäcke socken i Dalsland ingick i Vedbo härad, ingår sedan 1971 i Bengtsfors kommun och motsvarar från 2016 Bäcke distrikt.
Socknens areal är 45,25 kvadratkilometer varav 41,09 land. År 2000 fanns här 892 invånare. Tätorten Bäckefors samt sockenkyrkan Bäcke kyrka ligger i socknen.   

## Administrativ historik
Socknen har medeltida ursprung.
Vid kommunreformen 1862 övergick socknens ansvar för de kyrkliga frågorna till Bäcke församling och för de borgerliga frågorna bildades Bäcke landskommun. Vid storkommunreformen 1952 lades kommunen samman med Ödskölts landskommun och bildade Bäckefors landskommun som 1971 uppgick i Bengtsfors kommun. Församlingen uppgick 2010 i Bäcke-Ödskölts församling.
1 januari 2016 inrättades distriktet Bäcke, med samma omfattning som församlingen hade 1999/2000.
Socknen har tillhört län, fögderier, tingslag och domsagor enligt vad som beskrivs i artikeln Vedbo härad. De indelta soldaterna tillhörde Västgöta-Dals regemente och Vedbo kompani.

## Geografi
Bäcke socken ligger nordväst om Mellerud kring Teåkersälven. Socknen har odlingsbygd vid älven och är i övrigt en sjörik skogsbygd.

## Fornlämningar
Från stenåldern finns två hällkistor. Från järnåldern finns två gravfält.

## Namnet
Namnet skrevs 1531 Becke och innehåller bäck.

## Befolkningsutveckling
| Befolkningsutvecklingen i Bäcke socken 1780–1990                                                        | Befolkningsutvecklingen i Bäcke socken 1780–1990 | Befolkningsutvecklingen i Bäcke socken 1780–1990 | Befolkningsutvecklingen i Bäcke socken 1780–1990 | Befolkningsutvecklingen i Bäcke socken 1780–1990 |
| --- | ------------------------------------------------ | ------------------------------------------------ | ------------------------------------------------ | ------------------------------------------------ |
| |                                                  |                                                  |                                                  |                                                  |
| År |                                                  |                                                  | Folkmängd                                        |                                                  |
| 1780 | 1780                                             |                                                  | 316                                              |                                                  |
| 1790 | 1790                                             |                                                  | 289                                              |                                                  |
| 1800 | 1800                                             |                                                  | 391                                              |                                                  |
| 1810 | 1810                                             |                                                  | 335                                              |                                                  |
| 1820 | 1820                                             |                                                  | 374                                              |                                                  |
| 1830 | 1830                                             |                                                  | 498                                              |                                                  |
| 1840 | 1840                                             |                                                  | 664                                              |                                                  |
| 1850 | 1850                                             |                                                  | 841                                              |                                                  |
| 1860 | 1860                                             |                                                  | 943                                              |                                                  |
| 1870 | 1870                                             |                                                  | 808                                              |                                                  |
| 1880 | 1880                                             |                                                  | 770                                              |                                                  |
| 1890 | 1890                                             |                                                  | 799                                              |                                                  |
| 1900 | 1900                                             |                                                  | 844                                              |                                                  |
| 1910 | 1910                                             |                                                  | 936                                              |                                                  |
| 1920 | 1920                                             |                                                  | 922                                              |                                                  |
| 1930 | 1930                                             |                                                  | 957                                              |                                                  |
| 1940 | 1940                                             |                                                  | 964                                              |                                                  |
| 1950 | 1950                                             |                                                  | 946                                              |                                                  |
| 1960 | 1960                                             |                                                  | 900                                              |                                                  |
| 1970 | 1970                                             |                                                  | 904                                              |                                                  |
| 1980 | 1980                                             |                                                  | 931                                              |                                                  |
| 1990 | 1990                                             |                                                  | 937                                              |                                                  |
| Anm: Källor: Umeå universitet - Tabellverket 1749-1859, Demografiska databasen, CEDAR, Umeå universitet |                                                  |                                                  |                                                  |                                                  |